# Melanchra sambucae
Melanchra sambucae là một loài bướm đêm trong họ Noctuidae.